# Intemperie (novela)
Intemperie es una novela de ambiente rural escrita por el autor español Jesús Carrasco y publicada en 2013 por Seix Barral. Desde su presentación, en la edición del año 2012 de la Feria de Fráncfort, ha cosechado numerosos premios. También ha inspirado una versión gráfica, firmada por Javi Rei, y una adaptación al cine, a cargo de Benito Zambrano.

## Sinopsis
El punto de partida de la trama es la historia de un niño que, por razones desconocidas en un principio para el lector, se ve obligado a huir de su pueblo y a enfrentarse él solo a una naturaleza despiadada y hostil. Adentrándose en la llanura, una noche se encuentra con un solitario y taciturno cabrero con el que tratará de protegerse de unos hombres que le persiguen. Acosados por el hambre y las privaciones, ambos vivirán una serie de episodios que pondrán a prueba su resistencia ante la adversidad, la miseria y la violencia, mientras al lector se le van desvelando las claves del sórdido ambiente del que intenta escapar el protagonista.

## Personajes

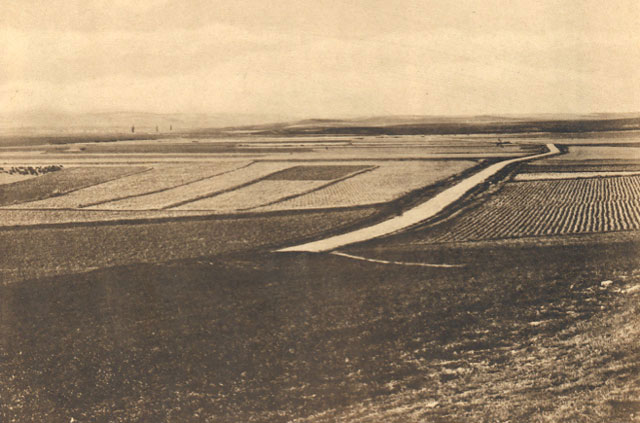
La áspera y despiadada llanura, el otro protagonista de Intemperie. En la imagen, campos de Villalar de los Comuneros (Valladolid).

El autor pretende moldear su relato en torno a arquetipos, y por eso sus personajes no tienen nombre propio; siempre se alude a ellos con nombres comunes, como «el niño», «el cabrero», «el alguacil» y sus ayudantes, «el tullido» y el padre, aunque también se mencionan el maestro, el arriero, el tabernero, el cartero y el espartero. Solo aparece un nombre propio, y es el apodo de uno de los secuaces del alguacil, un pelirrojo al que llaman Colorao. El dinero se expresa genéricamente como «monedas». No hay topónimos que concreten el marco geográfico en el que se desarrolla la historia, ni se precisa el contexto histórico o temporal de los hechos.

## Historia del proyecto
Intemperie nació de un malogrado intento anterior: tras varios años de trabajo, había terminado un manuscrito sobre un tema sin relación alguna con el ambiente rural, pero el resultado final no le convenció; sentía que la historia no «funcionaba», que era ajena a él. Por ello, después de esa experiencia frustrada, decidió escribir sobre lo que de verdad conocía hasta entonces, sobre el paisaje que había vivido, sobre lo que le emocionaba. Esa decisión fue el germen de Intemperie. 

## Recepción
Para los críticos literarios, esta novela fue la que dio trascendencia mediática a la corriente neorruralista de la literatura española del siglo XXI. Las narraciones de ambiente rural habían quedado muy relegadas a partir de la década de 1980, pero, a la estela del escritor pacense, volvieron a resurgir en la obra de Iván Repila, Manuel Darriba, Óscar Esquivias, Jenn Díaz y Lara Moreno.
Los críticos literarios suelen situar la prosa de Carrasco a medio camino entre la de Miguel Delibes y la de Cormac McCarthy. A pesar de haber recibido algunas críticas por parecer a veces «demasiado» dura, por «recrearse en la vejación y la profanación de la infancia», la mayoría de su público se siente solidario ante la desgracia de ese ser desvalido, de ese niño indefenso. En palabras del propio autor:

Los lectores empatizan con el niño y con esa relación paternofilial que se establece entre él y el viejo, entre el que se va y el que llega, el que deja la mochila y el que la recoge, el que pierde el oficio y el que lo gana. Ese ciclo de la vida es muy fácilmente comprensible porque todos lo experimentamos. Todos tenemos vivencias de la pérdida, el encuentro, el aprendizaje, el error, el camino errado, el encuentro afortunado, la esperanza, el odio.

Para los críticos literarios, esta novela fue la que dio trascendencia mediática a la corriente neorruralista de la literatura española del siglo XXI. Las narraciones de ambiente rural, muy populares en el pasado (con Delibes, Cela, Ana María Matute o Benet durante el franquismo, y Julio Llamazares, Bernardo Atxaga o Luis Mateo Díez en la Transición), habían quedado muy relegadas a partir de la década de 1980, pero, a la estela del escritor pacense, volvieron a resurgir en la obra de Iván Repila, Manuel Darriba, Óscar Esquivias, Jenn Díaz y Lara Moreno.

## Premios
El manuscrito cosechó un rotundo éxito en la Feria del Libro de Fráncfort de 2012: allí se vendieron sus derechos para publicación en Reino Unido, Francia, Italia, Alemania, Estados Unidos, Países Bajos, Noruega, Israel y Brasil, antes incluso de que se editara en España. Finalmente, sería el sello Seix Barral, del Grupo Planeta, el que se hizo con los derechos de publicación para el ámbito hispanohablante. El título fue incluido dentro de la colección Biblioteca Breve.
Enseguida se aupó a los primeros puestos de obras más recomendadas de 2013. Entre los múltiples galardones obtenidos figuran el Premio al Mejor Libro de 2013, otorgado por el Gremio de Libreros de Madrid; el Premio de Cultura, Arte y Literatura, de la Fundación de Estudios Rurales; el English PEN Award; y el Prix Ulysse a la Mejor Primera Novela. También quedó finalista en el Premio de Literatura Europea (2013), en Países Bajos; del Prix Méditerranée Étranger, en Francia; y de los premios Dulce Chacón, Quimera, Cálamo y San Clemente, en España. Fue elegido Libro del Año por el diario El País y seleccionada por The Independent como uno de los mejores libros traducidos de 2014 en Reino Unido.
El jurado del Gremio de Libreros destacó en la entrega del premio que la novela «adentra al lector, con un estilo sin concesiones, en un universo rural —claro protagonista de la historia— de tremenda dureza y violencia ancestral en la que los personajes se mueven, rodeados de sequía y miseria, en un tiempo y espacio indefinidos, pero en el que valores universales como la amistad, la solidaridad y la compasión prevalecen».

## Adaptaciones
En 2016 se publicó una versión en cómic, firmada por Javi Rey. Este ilustrador ganaría un año después el premio al Autor Revelación del Saló del Còmic de Barcelona.
El 22 de noviembre de 2019 se estrenó la versión cinematográfica, dirigida por Benito Zambrano y protagonizada por Luis Tosar, Luis Callejo y el niño Jaime López.